# I colpi di gong
I colpi di gong (The Striking of the Gong) è un racconto breve scritto da R. E. Howard appartenente al ciclo di Kull di Valusia e pubblicato dopo la morte dell'autore. In Italia è conosciuto anche con il titolo Un colpo di gong

## Storia editoriale
Il racconto venne proposto per la pubblicazione alla rivista Argosy, ma non venne accettato. Il manoscritto restò senza nome; in una lettera del febbraio 1929 indirizzata a Tevis Clyde Smith, Howard si riferì ad esso con il titolo The Chiming of the Gong mentre nei registri del suo agente letterario Otis Kline si trova invece The Striking of the Gong. La prima pubblicazione avvenne nella sua versione revisionata da Lin Carter all'interno del libro King Kull della Lancer Books nel 1967 mentre la versione originale priva di interventi terzi venne pubblicata dalla Del Rey Books nel 2006 all'interno di Kull: Exile of Atlantis.
Il racconto venne pubblicato in Italia per la prima volta nel 1975 all'interno del volume Kull di Valusia edito da Editrice Nord, corrispondente all'edizione Lancer; La traduzione del testo originale venne pubblicata dalla Mondadori nella raccolta integrale Kull. Esule di Atlantide nel 2008, corrispondente all'edizione Del Rey.

## Fumetti
Il racconto breve ha avuto un solo adattamento a fumetti realizzato dalla Marvel Comics nel 1977 all'interno del magazine antologico Savage Sword of Conan.
| Data         | Edizione inglese                         | TItolo                   | Titolo italiano | Sceneggiatura | Disegni     | Copertina  | Prima edizione italiana | Data italiana |
| ------------ | ---------------------------------------- | ------------------------ | --------------- | ------------- | ----------- | ---------- | ----------------------- | ------------- |
| Ottobre 1977 | Savage Sword of Conan 23 (Marvel Comics) | The Striking of the Gong | n/a             | Roy Thomas    | Rick Hoberg | Earl Norem | Inedito                 | n/a           |

## Edizioni
- The Striking of the Gong, in King Kull, Lancer Books, settembre 1967.
- The Striking of the Gong, in Kull: Exile of Atlantis, Del Rey Books, ottobre 2006.
- Un colpo di gong, traduzione di G. L. Staffilano, in Fantacollana 9, Editrice Nord, settembre 1975.
- I colpi di gong, traduzione di Giuseppe Lippi, in Urania 1, Mondadori Editore, aprile 2008.